# Metadon
Metadon (engelsk: methadone) er et syntetisk fremstillet opioid. I Danmark anvendes metadon hovedsageligt i forbindelse med behandlingen af narkomaner. Metadon kan også anvendes som smertestillende ved særligt stærke kroniske smerter, hvor mindre kraftigt virkende midler ikke er tilstrækkelige.
Metadon bruges som behandling af misbrugere af heroin, morfin eller lignende, da virkningen af metadon varer længere, og derfor kan blokere abstinenssymptomer i mere end 24 timer. Dermed kan man hjælpe misbrugerne med enten at nedtrappe deres forbrug eller substituere stofferne med metadon, som, grundet den længere virkningstid, er mindre skadeligt for brugeren end eksempelvis heroin.

## Farmakologiske egenskaber
Metadon er ligesom morfin en fuldagonist, der virker på opioidreceptorerne. I modsætning til mange andre opioider, er metadon meget velegnet til peroral brug (indtagelse gennem munden), da absorptionen fra tarmen er hurtig og næsten fuldstændig. Halveringstiden er almindeligvis ca. et døgn. Dette bidrager til en mere jævn koncentration i blodet, og dermed nogle betydeligt mildere (men mere langvarige) abstinenssymptomer, end hvad der er almindeligt for korttidsvirkende opiater som fx heroin og morfin. Dette er en af begrundelserne for, at metadon anvendes ved substitutionsbehandling og afvænning af opiatafhængige. Det er vigtigt at være opmærksom på, at metadon i sig selv også er meget vanedannende, og desuden et attraktivt rusmiddel på det illegale marked.
Vigtige bivirkninger ved substitutionsbehandling i høje doser er blandt andet vægtøgning, samt en ikke ubetydelig fare for hjerterytmeforstyrrelser. Metadon hæmmer ligesom alle andre opioider respirationen, hvilket er noget som, særligt i kombination med alkohol og benzodiazepiner, kan have en dødelig udgang. I Danmark er der hvert år dødsfald, der skyldes misbrug af metadon, der som oftest er købt på det illegale marked.
Metadon må ikke bruges af astmapatienter. 

## Historie
Medicinalfirmaet Bayer i Tyskland havde trukket sin heroinbaserede hostesaft for børn tilbage, men fortsatte forskningen på smertestillende midler. I 1939 opfandt man metadon, som fik navnet Dolophin. Under anden verdenskrig fungerede dolophine (metadon) som erstatningspræparat for morfin, som krigen gjorde det svært at skaffe nok af. Efter krigen, da morfin igen blev let tilgængeligt for sygehuse og læger, blev metadon kun sporadisk brugt i forbindelse med smertebehandling, hovedsagelig på grund af sin lange virkningstid.
I 1963 startede de to amerikanske psykiatere Marie Nyswander og Vincent Dole  en række forsøg med at give metadon til heroinafhængige i USA. Efter at have gennemført disse forsøg konkluderede de to psykiatere, at de heroinafhængige ved indtagelse af metadon kunne fungere normalt; de begyndte at arbejde, genoptog kontakten til gamle venner og genoptog tidligere hobbyer og interesser. Alt dette uden nogen som helst synlig ruspåvirkning, efter at de var blevet trappet op og stabiliseret på en bestemt dosering. Lægerne Nyswander og Dole mødte megen modstand i begyndelsen, men efter et stykke tid måtte selv kritikerne også indse, at behandlingen med metadon tilbød noget nyt, der havde en række fordele, og metadon blev med stor fordel almindeligt anvendt i behandlingen af heroin- og morfinafhængige i USA. I 2000 var mere end 100.000 amerikanere under metadonbehandling.  Metadon anvendes ikke i behandlingen af andre former for afhængighed, som fx kokain- eller amfetaminafhængighed.